# Hellmuthia
Hellmuthia  Steud. é um género botânico pertencente à família Cyperaceae.

## Espécies
- Hellmuthia membranacea
- Hellmuthia restioides